# Чемпіонат світу з футболу 1990 (кваліфікаційний раунд, АФК)
У рамках відбіркового турніру до чемпіонату світу з футболу 1990 футбольні збірні країн Азії (зона АФК) змагалися за два місця у фінальній частині чемпіонату світу з футболу 1990.
З 26 команд, які попередньо сголосилися на участь у відборі, збірна Мальдівів відмовилася від участі ще до жеребкування, а згодом до неї приєдналися команди Бахрейну, Індії та Південного Ємену, які також не провели жодної гри в рамках відбору.
Переможцями відбору і, відповідно, представниками Азії у фінальній частині чемпіонату світу стали збірні ОАЕ та Південної Кореї.

## Формат
- Перший раунд: після відмови збірної Мальдівів від участі у відборі залишилося 25 команд, яких було поділено на 6 груп по 4 або 5 команд у кожній. У кожній групі команди проводили між собою по дві гри, одній удома і одній у гостях, за виключенням Групи 4, де команди також грали по дві гри, однак їх приймали стадіони в Сінгапурі та Південній Кореї. Переможці груп проходили до Фінального раунду.
- Фінальний раунд: міні-турнір за участі шести команд-переможців Першого раунду приймав Сінгапур, де протягом 16 днів команди Фінального раунду проводили між собою по одній грі. Переможцями відбору ставали команди, що посіли перше і друге місця у Фінальному раунді.

## Перший раунд

### Група 1
| Поз | Команда  | І | В | Н | П | ГЗ | ГП | РГ | О | Кваліфікація |       | QAT   | IRQ   | JOR   | OMA   |
| --- | -------- | - | - | - | - | -- | -- | -- | - | ------------ | ----- | ----- | ----- | ----- | ----- |
| 1   | Катар    | 6 | 3 | 3 | 0 | 8  | 3  | +5 | 9 |              |       | —     | 1 – 0 | 1 – 0 | 3 – 0 |
| 2   | Ірак     | 6 | 3 | 2 | 1 | 11 | 5  | +6 | 8 |              |       | 1 – 3 | —     | 4 – 0 | 2 – 2 |
| 3   | Йорданія | 6 | 2 | 1 | 3 | 5  | 7  | −2 | 5 |              | 1 – 1 | 0 – 1 | —     | 2 – 0 |       |
| 4   | Оман     | 6 | 0 | 2 | 4 | 2  | 11 | −9 | 2 |              | 0 – 0 | 1 – 1 | 0 – 2 | —     |       |

| 6 січня 1989 |

| Катар        | 1–0 | Йорданія |
| ------------ | --- | -------- |
| Ас-Соуфі 21' |     |          |

| Доха, Катар Глядачів: 2,859 Арбітр: Ли Пенг Анн (Сінгапур) |

| 6 січня 1989 |

| Оман       | 1–1 | Ірак      |
| ---------- | --- | --------- |
| Махмуд 37' |     | Шаріф 18' |

| Маскат, Оман Арбітр: Пратумтонг (Таїланд) |

| 13 січня 1989 |

| Оман | 0–0 | Катар |
| ---- | --- | ----- |
|      |     |       |

| Маскат, Оман Арбітр: Аль-Насір (Саудівська Аравія) |

| 13 січня 1989 |

| Йорданія | 0–1 | Ірак       |
| -------- | --- | ---------- |
|          |     | Джафар 60' |

| Амман, Йорданія Арбітр: Джассім Манді (Бахрейн) |

| 20 січня 1989 |

| Йорданія            | 2–0 | Оман |
| ------------------- | --- | ---- |
| Аль-Діабаз 32', 43' |     |      |

| Амман, Йорданія Арбітр: Нізар (Сирія) |

| 20 січня 1989 |

| Катар        | 1–0 | Ірак |
| ------------ | --- | ---- |
| Ас-Соуфі 21' |     |      |

| Доха, Катар Глядачів: 3,243 Арбітр: Жонг Бохонг (Китай) |

| 27 січня 1989 |

| Йорданія | 1–1 | Катар        |
| -------- | --- | ------------ |
| Авад 90' |     | Ас-Соуфі 90' |

| Амман, Йорданія Арбітр: Саєд Ікбаль (Індія) |

| 27 січня 1989 |

| Ірак                        | 3–1 | Оман       |
| --------------------------- | --- | ---------- |
| Раді 33' Саїд 54' Хашим 85' |     | Нассер 90' |

| Багдад, Ірак Арбітр: Алі Буджсаїм (ОАЕ) |

| 3 лютого 1989 |

| Катар                        | 3–0 | Оман |
| ---------------------------- | --- | ---- |
| Джохер 32' Ас-Соуфі 67', 81' |     |      |

| Доха, Катар Арбітр: Аль-Джассас (Кувейт) |

| 3 лютого 1989 |

| Ірак                    | 4–0 | Йорданія |
| ----------------------- | --- | -------- |
| Раді 26', 42', 66', 80' |     |          |

| Багдад, Ірак Арбітр: Гі Якоб (Малайзія) |

| 10 лютого 1989 |

| Оман | 0–2 | Йорданія               |
| ---- | --- | ---------------------- |
|      |     | Аль-Давуд 49' Авад 66' |

| Маскат, Оман Арбітр: Кіль Кі Чхуль (Південна Корея) |

| 10 лютого 1989 |

| Ірак              | 2–2 | Катар                |
| ----------------- | --- | -------------------- |
| Раді 31' Саїд 75' |     | С. Ейд 18' Хаміс 85' |

| Багдад, Ірак Арбітр: Сано (Японія) |

### Група 2
| Поз | Команда           | І | В | Н | П | ГЗ | ГП | РГ | О | Кваліфікація |       | KSA   | SYR   | YAR   | BHR   |
| --- | ----------------- | - | - | - | - | -- | -- | -- | - | ------------ | ----- | ----- | ----- | ----- | ----- |
| 1   | Саудівська Аравія | 4 | 3 | 1 | 0 | 7  | 4  | +3 | 7 |              |       | —     | 5 – 4 | 1 – 0 | X – X |
| 2   | Сирія             | 4 | 2 | 1 | 1 | 7  | 5  | +2 | 5 |              |       | 0 – 0 | —     | 2 – 0 | X – X |
| 3   | Північний Ємен    | 4 | 0 | 0 | 4 | 0  | 5  | −5 | 0 |              | 0 – 1 | 0 – 1 | —     | X – X |       |
| 4   | Бахрейн           | 0 | 0 | 0 | 0 | 0  | 0  | 0  | 0 |              | X – X | X – X | X – X | —     |       |

| 10 березня 1989 |

| Північний Ємен | 0 – 1  | Сирія      |
| -------------- | ------ | ---------- |
|                | (Звіт) | Махрус 44' |

| Сана, Північний Ємен Глядачів: 45,000 Арбітр: Хартасарджоно (Індонезія) |

| 15 березня 1989 |

| Саудівська Аравія                                          | 5 – 4  | Сирія                                           |
| ---------------------------------------------------------- | ------ | ----------------------------------------------- |
| Аль-Біші 13' Аль-Джаман 44', 75' Ат-Тунаян 50' Абдулла 69' | (Звіт) | Джакалан 30' Аль-Нассер 61' Хелу 70' Махрус 85' |

| Джидда, Саудівська Аравія Глядачів: 35,000 Арбітр: Чень Шенькай (Китай) |

| 20 березня 1989 |

| Північний Ємен | 0 – 1  | Саудівська Аравія |
| -------------- | ------ | ----------------- |
|                | (Звіт) | Мадані 79'        |

| Сана, Північний Ємен Глядачів: 45,000 Арбітр: Абд Рашид Ван Джафар (Малайзія) |

| 25 березня 1989 |

| Сирія                  | 2 – 0  | Північний Ємен |
| ---------------------- | ------ | -------------- |
| Ес-Сель 41' Махрус 48' | (Звіт) |                |

| Латакія, Сирія Глядачів: 35,000 Арбітр: Алі Буджсаїм (ОАЕ) |

| 30 березня 1989 |

| Сирія | 0 – 0  | Саудівська Аравія |
| ----- | ------ | ----------------- |
|       | (Звіт) |                   |

| Латакія, Сирія Глядачів: 50,000 Арбітр: Такада Сідзуо (Японія) |

| 5 квітня 1989 |

| Саудівська Аравія | 1 – 0  | Північний Ємен |
| ----------------- | ------ | -------------- |
| Абдулла 44'       | (Звіт) |                |

| Ер-Ріяд, Саудівська Аравія Глядачів: 35,000 Арбітр: Мохаммед Салех Алаві (Оман) |

### Група 3
| Поз | Команда        | І | В | Н | П | ГЗ | ГП | РГ  | О | Кваліфікація |       | UAE   | KUW   | PAK   | SYE   |
| --- | -------------- | - | - | - | - | -- | -- | --- | - | ------------ | ----- | ----- | ----- | ----- | ----- |
| 1   | ОАЕ            | 4 | 3 | 0 | 1 | 12 | 4  | +8  | 6 |              |       | —     | 1 – 0 | 5 – 0 | X – X |
| 2   | Кувейт         | 4 | 3 | 0 | 1 | 6  | 3  | +3  | 6 |              |       | 3 – 2 | —     | 2 – 0 | X – X |
| 3   | Пакистан       | 4 | 0 | 0 | 4 | 1  | 12 | −11 | 0 |              | 1 – 4 | 0 – 1 | —     | X – X |       |
| 4   | Південний Ємен | 0 | 0 | 0 | 0 | 0  | 0  | 0   | 0 |              | X – X | X – X | X – X | —     |       |

| 6 січня 1989 |

| Пакистан | 0 – 1 | Кувейт         |
| -------- | ----- | -------------- |
|          |       | Аль-Хаджері 5' |

| Ісламабад, Пакистан Арбітр: Саєд Ікбаль (Індія) |

| 13 січня 1989 |

| Кувейт                            | 3 – 2 | ОАЕ            |
| --------------------------------- | ----- | -------------- |
| Ас-Соваєд 26' Аль-Хасаві 75', 84' |       | Бахіт 54', 69' |

| Ель-Кувейт, Кувейт Арбітр: Такада Сідзуо (Японія) |

| 20 січня 1989 |

| ОАЕ                                                                                  | 5 – 0 | Пакистан |
| ------------------------------------------------------------------------------------ | ----- | -------- |
| Абдул Ібрагім 1', 25' Халід Ісмаїл 64' Абдулрахман Мохамед 78' Абдулазіз Мохамед 85' |       |          |

| Шарджа, Об'єднані Арабські Емірати Арбітр: Абу-Алі (Йорданія) |

| 27 січня 1989 |

| Кувейт              | 2 – 0 | Пакистан |
| ------------------- | ----- | -------- |
| Аль-Хадьях 42', 78' |       |          |

| Ель-Кувейт, Кувейт Арбітр: Аш-Шаріф (Саудівська Аравія) |

| 3 лютого 1989 |

| ОАЕ            | 1 – 0 | Кувейт |
| -------------- | ----- | ------ |
| Ат-Тальяні 62' |       |        |

| Шарджа, Об'єднані Арабські Емірати Арбітр: Джассім Мохаммед (Бахрейн) |

| 10 лютого 1989 |

| Пакистан    | 1 – 4 | ОАЕ                                                                 |
| ----------- | ----- | ------------------------------------------------------------------- |
| Шарафат 81' |       | Халід Ісмаїл 7' А. Ібрагім 26' Ат-Тальяні 27' Абдулазіз Мохамед 70' |

| Ісламабад, Пакистан Арбітр: Назарі (Іран) |

### Група 4
| Поз | Команда        | І | В | Н | П | ГЗ | ГП | РГ  | О  | Кваліфікація |       | KOR   | MAS   | SIN   | NEP   | IND   |
| --- | -------------- | - | - | - | - | -- | -- | --- | -- | ------------ | ----- | ----- | ----- | ----- | ----- | ----- |
| 1   | Південна Корея | 6 | 6 | 0 | 0 | 25 | 0  | +25 | 12 |              |       | —     | 3 – 0 | 3 – 0 | 9 – 0 | X – X |
| 2   | Малайзія       | 6 | 3 | 1 | 2 | 8  | 8  | 0   | 7  |              |       | 0 – 3 | —     | 1 – 0 | 3 – 0 | X – X |
| 3   | Сінгапур       | 6 | 2 | 1 | 3 | 12 | 9  | +3  | 5  |              | 0 – 3 | 2 – 2 | —     | 7 – 0 | X – X |       |
| 4   | Непал          | 6 | 0 | 0 | 6 | 0  | 28 | −28 | 0  |              | 0 – 4 | 0 – 2 | 0 – 3 | —     | X – X |       |
| 5   | Індія          | 0 | 0 | 0 | 0 | 0  | 0  | 0   | 0  |              | X – X | X – X | X – X | X – X | —     |       |

| 23 травня 1989 |

| Малайзія                            | 2 – 0 | Непал |
| ----------------------------------- | ----- | ----- |
| Азізоль 2' Доллах Саллех 90' (пен.) |       |       |

| Сеул Глядачів: 9,974 Арбітр: Асгарі (Іран) |

| 23 травня 1989 |

| Південна Корея                      | 3 – 0 | Сінгапур |
| ----------------------------------- | ----- | -------- |
| Хван Сон Хон 7', 20' Чон Хе Вон 89' |       |          |

| Сеул Глядачів: 9,974 Арбітр: Антоніу (Макао) |

| 25 травня 1989 |

| Малайзія          | 1 – 0 | Сінгапур |
| ----------------- | ----- | -------- |
| Доллах Саллех 61' |       |          |

| Сеул Глядачів: 8,360 Арбітр: Чанг Жиченг (Китай) |

| 25 травня 1989 |

| Південна Корея | 9 – 0 | Непал |
| --- | ----- | ----- |
| Чон Йон Хван 1' Лі Тхе Хо 16' (пен.) Чхве Сан Гук 24', 48' Кім Йон Се 29', 83' Лі Йон Джин 38' Но Су Джин 46' Чо Мін Гук 87' |       |       |

| Сеул Глядачів: 8,360 Арбітр: Самуель (Гонконг) |

| 27 травня 1989 |

| Сінгапур                       | 3 – 0 | Непал |
| ------------------------------ | ----- | ----- |
| Саттер 37', 44' Тай Пен Кі 53' |       |       |

| Сеул Глядачів: 20,217 Арбітр: Сомогод (Філіппіни) |

| 27 травня 1989 |

| Південна Корея                       | 3 – 0 | Малайзія |
| ------------------------------------ | ----- | -------- |
| Чхве Сун Хо 5' Хван Сон Хон 56', 79' |       |          |

| Сеул Глядачів: 20,217 Арбітр: Сано (Японія) |

| 3 червня 1989 |

| Сінгапур                    | 2 – 2 | Малайзія                            |
| --------------------------- | ----- | ----------------------------------- |
| Чангатамілман 31' Салім 38' |       | Лім Тхьон Кім 19' Доллах Саллех 84' |

| Сінгапур Глядачів: 11,967 Арбітр: Хартасарджоно (Індонезія) |

| 3 червня 1989 |

| Південна Корея                                               | 4 – 0 | Непал |
| ------------------------------------------------------------ | ----- | ----- |
| Лі Гак Чон 31' Пак Кьон Хун 41' Кім Йон Се 43' Лі Тхе Хо 84' |       |       |

| Сінгапур Глядачів: 11,967 Арбітр: Махасена (Шрі-Ланка) |

| 5 червня 1989 |

| Південна Корея                                  | 3 – 0 | Малайзія |
| ----------------------------------------------- | ----- | -------- |
| Хван Сон Хон 66' Чо Мін Гук 83' Хванбо Ґван 87' |       |          |

| Сінгапур Глядачів: 7,425 Арбітр: Аль-Малуд (Бахрейн) |

| 5 червня 1989 |

| Сінгапур                                               | 7 – 0 | Непал |
| ------------------------------------------------------ | ----- | ----- |
| Токіджан 4', 29', 44', 48' Салім 38' Деварадж 58', 63' |       |       |

| Сінгапур Глядачів: 7,425 Арбітр: Пратумтонг (Таїланд) |

| 7 червня 1989 |

| Сінгапур | 0 – 3 | Південна Корея                    |
| -------- | ----- | --------------------------------- |
|          |       | Кім Йон Се 8' Но Су Джин 61', 69' |

| Сінгапур Глядачів: 7,000 Арбітр: Аль-Рахаль (Йорданія) |

| 7 червня 1989 |

| Малайзія                                   | 3 – 0 | Непал |
| ------------------------------------------ | ----- | ----- |
| Доллах Саллех 10', 66' Курапья Гуналан 81' |       |       |

| Сінгапур Глядачів: 7,000 Арбітр: Алі Буджсаїм (ОАЕ) |

### Група 5
| Поз | Команда   | І | В | Н | П | ГЗ | ГП | РГ  | О  | Кваліфікація |       | CHN   | IRN   | BAN   | THA   |
| --- | --------- | - | - | - | - | -- | -- | --- | -- | ------------ | ----- | ----- | ----- | ----- | ----- |
| 1   | КНР       | 6 | 5 | 0 | 1 | 13 | 3  | +10 | 10 |              |       | —     | 2 – 0 | 2 – 0 | 2 – 0 |
| 2   | Іран      | 6 | 5 | 0 | 1 | 12 | 5  | +7  | 10 |              |       | 3 – 2 | —     | 1 – 0 | 3 – 0 |
| 3   | Бангладеш | 6 | 1 | 0 | 5 | 4  | 9  | −5  | 2  |              | 0 – 2 | 1 – 2 | —     | 3 – 1 |       |
| 4   | Таїланд   | 6 | 1 | 0 | 5 | 2  | 14 | −12 | 2  |              | 0 – 3 | 0 – 3 | 1 – 0 | —     |       |

| 19 лютого 1989 |

| Таїланд     | 1 – 0 | Бангладеш |
| ----------- | ----- | --------- |
| П'є-оун 10' |       |           |

| Бангкок Арбітр: Сомогод (Філіппіни) |

| 23 лютого 1989 |

| КНР                         | 2 – 0 | Бангладеш |
| --------------------------- | ----- | --------- |
| Ван Баошань 51' Май Чао 57' |       |           |

| Тяньхе, Ґуанчжоу Глядачів: 25,000 Арбітр: Кім Кван У (КНДР) |

| 23 лютого 1989 |

| Таїланд | 0 – 3 | Іран                            |
| ------- | ----- | ------------------------------- |
|         |       | Баві 12' Гаєгран 28' Гарусі 87' |

| Бангкок Глядачів: 25,000 Арбітр: Джан (Гонконг) |

| 27 лютого 1989 |

| Бангладеш | 1 – 2 | Іран                    |
| --------- | ----- | ----------------------- |
| Аслам 70' |       | Баві 44' Ансаріфард 50' |

| Дакка Глядачів: 10,879 Арбітр: Бін Салех (Оман) |

| 28 лютого 1989 |

| Таїланд | 0 – 3 | КНР                            |
| ------- | ----- | ------------------------------ |
|         |       | Тан Яодун 55' Ма Лінь 62', 79' |

| Бангкок Глядачів: 4,174 Арбітр: Абдул Латіф (Ірак) |

| 4 березня 1989 |

| Бангладеш | 0 – 2 | КНР                         |
| --------- | ----- | --------------------------- |
|           |       | Ван Баошань 23' Ма Лінь 62' |

| Дакка Глядачів: 11,946 Арбітр: Мурті (Сінгапур) |

| 8 березня 1989 |

| Бангладеш                     | 3 – 1 | Таїланд     |
| ----------------------------- | ----- | ----------- |
| Ікбаль 10' Саббір 28' Дас 76' |       | Чангмол 79' |

| Дакка Глядачів: 8,352 Арбітр: Мохаммед Фодах (Саудівська Аравія) |

| 17 березня 1989 |

| Іран        | 1 – 0 | Бангладеш |
| ----------- | ----- | --------- |
| Марфаві 81' |       |           |

| Тегеран Глядачів: 50,000 Арбітр: Аль-Мулла (Катар) |

| 30 травня 1989 |

| Іран                     | 3 – 0 | Таїланд |
| ------------------------ | ----- | ------- |
| Піус 33', 64' Гарусі 42' |       |         |

| Тегеран Глядачів: 55,000 Арбітр: Джан (Гонконг) |

| 15 липня 1989 |

| КНР                             | 2 – 0 | Іран |
| ------------------------------- | ----- | ---- |
| Лю Хайгуан 73' Чжан Сяовень 87' |       |      |

| Шеньян Глядачів: 25,000 Арбітр: Такада Сідзуо (Японія) |

| 22 липня 1989 |

| Іран                             | 3 – 2 | КНР                            |
| -------------------------------- | ----- | ------------------------------ |
| Гарусі 15' Ефтехарі 16' Піус 53' |       | Май Чао 64' (пен.) Ма Лінь 66' |

| Тегеран Глядачів: 90,000 Арбітр: Джамаль Аш-Шаріф (Сирія) |

| 29 липня 1989 |

| КНР                       | 2 – 0 | Таїланд |
| ------------------------- | ----- | ------- |
| Цзя Сюцюань 2' Ма Лінь 4' |       |         |

| Шеньян Глядачів: 20,000 Арбітр: Джассім Манді (Бахрейн) |

### Група 6
| Поз | Команда        | І | В | Н | П | ГЗ | ГП | РГ | О | Кваліфікація |       | PRK   | JPN   | IDN   | HKG   |
| --- | -------------- | - | - | - | - | -- | -- | -- | - | ------------ | ----- | ----- | ----- | ----- | ----- |
| 1   | Північна Корея | 6 | 4 | 1 | 1 | 11 | 5  | +6 | 9 |              |       | —     | 2 – 0 | 2 – 1 | 4 – 1 |
| 2   | Японія         | 6 | 2 | 3 | 1 | 7  | 3  | +4 | 7 |              |       | 2 – 1 | —     | 5 – 0 | 0 – 0 |
| 3   | Індонезія      | 6 | 1 | 3 | 2 | 5  | 10 | −5 | 5 |              | 0 – 0 | 0 – 0 | —     | 3 – 2 |       |
| 4   | Гонконг        | 6 | 0 | 3 | 3 | 5  | 10 | −5 | 3 |              | 1 – 2 | 0 – 0 | 1 – 1 | —     |       |

| 21 травня 1989 |

| Індонезія | 0 – 0 | Північна Корея |
| --------- | ----- | -------------- |
|           |       |                |

| Джакарта Арбітр: Мурті (Сінгапур) |

| 22 травня 1989 |

| Гонконг | 0 – 0 | Японія |
| ------- | ----- | ------ |
|         |       |        |

| Гонконг Глядачів: 16,313 Арбітр: Кіль Кі-Чхуль (Південна Корея) |

| 27 травня 1989 |

| Гонконг           | 1 – 2 | Північна Корея                  |
| ----------------- | ----- | ------------------------------- |
| Сантос 60' (пен.) |       | Кім Кван Мон 3' Так Йон Бінь 4' |

| Гонконг Глядачів: 16,327 Арбітр: Ісмаїл Якоб (Малайзія) |

| 28 травня 1989 |

| Індонезія | 0 – 0 | Японія |
| --------- | ----- | ------ |
|           |       |        |

| Джакарта Глядачів: 80,000 Арбітр: Салах Карім (Ірак) |

| 4 червня 1989 |

| Гонконг      | 1 – 1 | Індонезія   |
| ------------ | ----- | ----------- |
| Бредбері 31' |       | Мустаму 67' |

| Гонконг Глядачів: 12,334 Арбітр: Аль-Мулла (ОАЕ) |

| 4 червня 1989 |

| Японія                           | 2 – 1 | Північна Корея |
| -------------------------------- | ----- | -------------- |
| Мідзунума 74' О Йон Нам 88' (аг) |       | Юнь Чон Су 71' |

| Йойогі, Токіо Глядачів: 35,000 Арбітр: Джассім Манді (Бахрейн) |

| 11 червня 1989 |

| Японія                                                   | 5 – 0 | Індонезія |
| -------------------------------------------------------- | ----- | --------- |
| Хоріїке 5' Маеда 16' Сінто 19' Хасегава 24' Куросакі 69' |       |           |

| Кіта, Токіо Глядачів: 9,000 Арбітр: Буабуча (Таїланд) |

| 18 червня 1989 |

| Японія | 0 – 0 | Гонконг |
| ------ | ----- | ------- |
|        |       |         |

| Кобе Глядачів: 28,000 Арбітр: Субраманіам Натан (Малайзія) |

| 25 червня 1989 |

| Індонезія                      | 3 – 2 | Гонконг              |
| ------------------------------ | ----- | -------------------- |
| Мустакім 60' Кісванто 74', 89' |       | Нан Яньльон 11', 64' |

| Джакарта Арбітр: ЕЛь-Насір (Саудівська Аравія) |

| 25 червня 1989 |

| Північна Корея                    | 2 – 0 | Японія |
| --------------------------------- | ----- | ------ |
| Кім Пхун Іль 36' Лі Хьок Чхом 84' |       |        |

| Пхеньян Глядачів: 35,000 Арбітр: Куналан (Сінгапур) |

| 2 липня 1989 |

| Північна Корея                                                  | 4 – 1 | Гонконг      |
| --------------------------------------------------------------- | ----- | ------------ |
| Лі Хьок Чхом 18' Хан Хьон Іль 29' Кім Пхун Іль 80' Чху Кьон Сик |       | Бредбері 23' |

| Пхеньян Глядачів: 28,000 Арбітр: Ван Шуежі (Китай) |

| 9 липня 1989 |

| Північна Корея                    | 2 – 1 | Індонезія      |
| --------------------------------- | ----- | -------------- |
| Чху Кьон Сик 40' Хан Хьон Іль 64' |       | Лолумбуман 73' |

| Пхеньян Глядачів: 35,000 Арбітр: Назарі (Іран) |

## Фінальний раунд

### Турнірне становище
| Поз | Команда           | І | В | Н | П | ГЗ | ГП | РГ | О | Кваліфікація |
| --- | ----------------- | - | - | - | - | -- | -- | -- | - | ------------ |
| 1   | Південна Корея    | 5 | 3 | 2 | 0 | 5  | 1  | +4 | 8 |              |
| 2   | ОАЕ               | 5 | 1 | 4 | 0 | 4  | 3  | +1 | 6 |              |
| 3   | Катар             | 5 | 1 | 3 | 1 | 4  | 5  | −1 | 5 |              |
| 4   | КНР               | 5 | 2 | 0 | 3 | 5  | 6  | −1 | 4 |              |
| 5   | Саудівська Аравія | 5 | 1 | 2 | 2 | 4  | 5  | −1 | 4 |              |
| 6   | Північна Корея    | 5 | 1 | 1 | 3 | 2  | 4  | −2 | 3 |              |

Південна Корея та ОАЕ кваліфікувалися до участі у фінальній частині чемпіонату світу 1990.

### Результати
| 12 жовтня 1989 |

| ОАЕ | 0–0 | Північна Корея |
| --- | --- | -------------- |
|     |     |                |

| Сінгапур Арбітр: Руне Ларссон (Швеція) |

| 12 жовтня 1989 |

| КНР                     | 2–1    | Саудівська Аравія   |
| ----------------------- | ------ | ------------------- |
| Май Чао 63' (пен.), 70' | (Звіт) | Аль-Біші 24' (пен.) |

| Сінгапур Арбітр: Карлос Еспозіто (Аргентина) |

| 13 жовтня 1989 |

| Південна Корея | 0–0 | Катар |
| -------------- | --- | ----- |
|                |     |       |

| Сінгапур Арбітр: Жоель Кінью (Франція) |

| 16 жовтня 1989 |

| Катар     | 1–1    | Саудівська Аравія |
| --------- | ------ | ----------------- |
| Муфта 87' | (Звіт) | Ас-Сувайті 4'     |

| Сінгапур Глядачів: 15,000 Арбітр: Зоран Петрович (Югославія) |

| 16 жовтня 1989 |

| Південна Корея   | 1–0 | Північна Корея |
| ---------------- | --- | -------------- |
| Хван Сон Хон 18' |     |                |

| Сінгапур Арбітр: Хосе Антоніо Гарсія (Мексика) |

| 17 жовтня 1989 |

| ОАЕ                           | 2–1 | КНР           |
| ----------------------------- | --- | ------------- |
| Х. Мубарак 87' Ат-Тальяні 88' |     | Тан Яодун 61' |

| Сінгапур Арбітр: Жоель Кінью (Франція) |

| 20 жовтня 1989 |

| Південна Корея  | 1–0 | КНР |
| --------------- | --- | --- |
| Кім Джу Сон 67' |     |     |

| Сінгапур Арбітр: Руне Ларссон (Швеція) |

| 20 жовтня 1989 |

| Північна Корея                    | 2–0 | Катар |
| --------------------------------- | --- | ----- |
| Кім Пхун Іль 23' Чху Кьон Сик 32' |     |       |

| Сінгапур Арбітр: Хосе Антоніо Гарсія (Мексика) |

| 21 жовтня 1989 |

| Саудівська Аравія | 0–0    | ОАЕ |
| ----------------- | ------ | --- |
|                   | (Звіт) |     |

| Сінгапур Арбітр: Вінсент Мауро (США) |

| 24 жовтня 1989 |

| ОАЕ            | 1–1 | Катар       |
| -------------- | --- | ----------- |
| Х. Мубарак 20' |     | Сулаїті 37' |

| Сінгапур Арбітр: Зоран Петрович (Югославія) |

| 24 жовтня 1989 |

| КНР           | 1–0 | Північна Корея |
| ------------- | --- | -------------- |
| Се Юйсінь 67' |     |                |

| Сінгапур Арбітр: Руне Ларссон (Швеція) |

| 25 жовтня 1989 |

| Південна Корея                   | 2–0    | Саудівська Аравія |
| -------------------------------- | ------ | ----------------- |
| Хванбо Ґван 42' Хван Сон Хон 89' | (Звіт) |                   |

| Сінгапур Глядачів: 11,288 Арбітр: Карлос Еспозіто (Аргентина) |

| 28 жовтня 1989 |

| Катар                  | 2–1 | КНР         |
| ---------------------- | --- | ----------- |
| Ас-Соуфі 87' Муфта 87' |     | Ма Лінь 76' |

| Сінгапур Арбітр: Вінсент Мауро (США) |

| 28 жовтня 1989 |

| ОАЕ            | 1–1 | Південна Корея |
| -------------- | --- | -------------- |
| Ат-Тальяні 16' |     | Хванбо Ґван 8' |

| Сінгапур Арбітр: Жоель Кінью (Франція) |

| 28 жовтня 1989 |

| Саудівська Аравія                | 2–0    | Північна Корея |
| -------------------------------- | ------ | -------------- |
| Аль-Мусаїбеах 13' Ас-Сувайті 57' | (Звіт) |                |

| Сінгапур Арбітр: Хосе Антоніо Гарсія (Мексика) |

## Бомбардири
7 голів
- Хван Сон Хон

6 голів
| - Ма Лінь | - Ахмед Раді | - Махмуд Ясін Ас-Соуфі |

5 голів
- Доллах Саллех

4 голи
| - Май Чао - Кім Йон Се | - Дарімосувіто Токіджан | - Аднан ат-Тальяні |

3 голи
| - Мохсен Гарусі - Фаршад Піус - Чху Кьон Сик | - Кім Пхун Іль - Хванбо Ґван - Но Су Джин | - Нізар Махрус - Абдул Разак Ібрагім |

2 голи
| - Тан Яодун - Ван Баошань - Тім Бредбері - Нан Яньльон - Геррі Кісванто - Карім Баві - Хуссейн Саїд - Мохамед Аль-Діабаз - Халєд Халіль Авад | - Алі Марві - Салах Аль-Хасаві - Хан Хьон Іль - Лі Хьок Чхом - Мансур Муфта - Фахад Аль-Біші - Маджід Абдулла - Махайсен Аль-Джаман - Мохаммед Ас-Сувайті | - Дарімосувіто Деварадж - Салім Моїн - Ахмад Саттер - Чо Мін Гук - Чхве Сан Гук - Лі Тхе Хо - Зухаїр Бахіт - Халід Ісмаїл - Халіль Мубарак |

1 гол
| - Мохамед Аслам - Бадаль Дас - Васім Ікбаль - Румман Бін Валі Саббір - Цзя Сюцюань - Лю Хайгуан - Се Юйсінь - Чжан Сяовень - Леслі Сантос - Іньйонг Лолумбуман - Мустакім - Мустаму Єссі - Мохаммад Хассан Ансаріфард - Саєд Алі Ефтехарі - Сірус Гаєгран - Самад Марфаві - Натік Хашим - Хабіб Джафар - Ісмаїл Мохаммед Шаріф - Хасегава Кента - Хоріїке Такумі | - Куросакі Хісасі - Маеда Осаму - Мідзунума Такасі - Сінто Кацуйосі - Ратеб Аль-Давуд - Абдулазіз Аль-Хаджері - Фахад Юсеф Ас-Соваєд - Курапья Гуналан - Азізоль Абу Ханіффа - Лім Тхьон Кім - Кім Кван Мон - Так Йон Бінь - Юнь Чон Су - Мохамед Алі Хамуд - Нассер Халіфа - Алі Шарафат - Салех Ейд Аль-Мехаїза - Джумах Салем Джохер - Адель Мубарак Хаміс - Мансур Сулаїті | - Фахад Аль-Мусаїбеах - Ахмед Мадані - Юсуф Ат-Тунаян - Ардж Чангатамілман - Тай Пен Кі - Чхве Сун Хо - Чон Хе Вон - Чон Йон Хван - Кім Джу Сон - Лі Гак Чон - Лі Йон Джин - Пак Кьон Хун - Валід Аль-Нассер - Валід Абу Ес-Сель - Абдул Латіф Хелу - Мохаммед Джакалан - Прасерт Чангмол - П'японг П'є-оун - Абдулазіз Мохамед - Абдулрахман Мохамед |

1 автогол
- О Йон Нам (у грі проти Японії)